# Пахлер, Фауст
Фауст Пахлер (нем. Faust Pachler; 18 декабря 1819, Грац — 5 сентября 1891, Грац) — австрийский поэт, драматург, писатель

 и библиограф

.

## Биография
Уроженец Штирии. Родился в семье адвоката; его родители были образованными людьми, интересовавшимися музыкой и литературой. С раннего детства интересовался театром и поэзией, свою первую пьесу написал в 7-летнем возрасте. Среднее образование получил в латинской школе, в 1837 году по настоянию отца поступил в университет Граца изучать право, продолжая заниматься написанием стихотворений, что не одобрялось его родителями. Сотрудничая с рядом изданий, всё же окончил университет и в 1843 году поступил на государственную службу в венгерских землях империи, служа в правительственном библиотеке до 1889 года. В октябре 1849 года, во время осады Вены, в значительной степени благодаря его усилиям был быстро потушен пожар в Императорской библиотеке Вены. В 1851 году он женился на Дженни цур Хелле (ум. 1905), брак остался бездетным.
Писал стихи, драмы, романы, статьи для газет. Главные произведения: «Jaroslaw und Wassa» (1848), «Kaiser Max und sein Lieblingstraum» (1853), «Beethoven u. Marie Pachler-Koschak» (1866), «Er weiss alles» (1876), «Loge Nr. 2» (1876), «Die erste Frau» (1877), «Cserhalom» (1878), «Rohitscher Brunnenkur» (1879), «Das Geheimniss des Dichtens» (1885), «Rohitscher Sonnendienst» (1889).

## Работы
- Jaroslaw und Wassa, Uraufführung in Brünn 1848.
- Begum Sumro: Trauerspiel in fünf Arten, Лехнер, Вена 1849.
- herausgegeben mit Emil Kuh: Friedrich Halms Werke, 12 bände, Вена 1856—1872.
- Beethoven und Marie Pachler-Koschak: Beiträge & Berichtigungen. Mit einem Facsimile. Бер, Берлин 1866.
- Loge Nr. 2: Lustspiel in einem Aufzuge, Мутце, Лейпциг 1876.
- Er weiss Alles: Lustspiel in 3 Acten., Mutze, Leipzig 1876.
- Jugend und Lehrjahre des Dichters: Friedrich Halm, Mayer, Вена 1877.